# 超級跑車

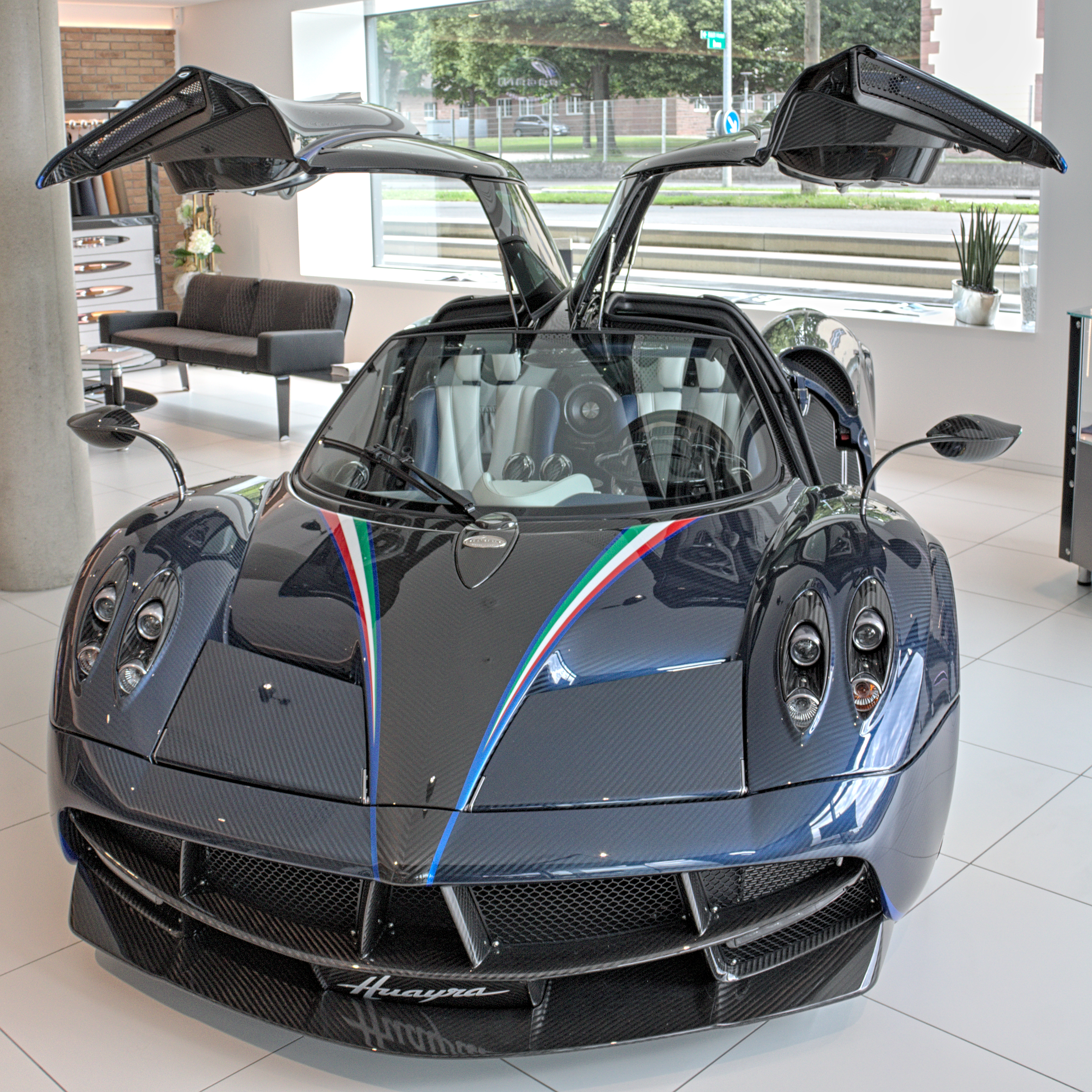
超級跑車帕加尼Huayra

超級跑車（英語：Supercar），簡稱超跑，沒有既定的定義，泛指可以在一般的街道上行駛的跑車，性能比普通的轎跑車為高，但依然符合普通交通安全條例的量產型私家車。由於超級跑車代表了汽車生產上技術的成熟和進步，所以一些非主力生產超跑的車廠都會研發光環車（Halo car）以作招徠，當中包括福特的GT、本田的NSX和凌志的LFA。
超跑之上，還有稱為終極超級跑車（Hypercar）的類別，性能比超跑更加極致，如配以8.0升四渦輪增壓W16引擎的布加迪Veyron及其後繼型號布加迪Chiron。

## 歷史
超級跑車這個詞語幾乎和跑車一同在二十世紀二十年代問世，本是比跑車更誇張地形容汽車的性能，而第一款廠家自封超跑是1926年賓利的Speed Six。但此後因為賓利被勞斯萊斯拼購掉便較少人用超跑稱呼性能超卓的跑車，而一般市場認定的世界第一款超跑是林寶堅尼Miura，才使超級跑車這個詞語普遍地被接受。
雖然量產型的汽車速度記錄不時被打破，但在賽道實測圈速上近數十年的進步不大，而且在七八十年代汽車為了適應無鉛汽油，實際最高車速是低於最早一代的超跑。而做出優秀成績的車款的極速不一定非常地快，這個是像徵其原始設計上的優秀和制造上的精良，間接也做成了一輛保養良好的舊超跑有相當的保值作用，甚至超過了豪華汽車，間還有些因為本來量產很少的車會有升值的情形。

## 定義

### 簡單標準
表面上超跑的定義眾說紛紜，各方說法皆有，尚未有絕對標準。其實不過是因為對於超跑的觀感所致，對其肯定或否定的定位問題。其實超跑就是指極高性能的跑車，跑車本是指高性能的轎車。
這涉及超跑定位本不是榮譽性質而是技術的事，可是對於廠家或司機(與愛好的同道)，跟持否定者的立場上卻有榮譽的性質，所以最易淪為為了愛車的名譽的非技術爭論。
大致上被公認超跑的車款需要符合下列條件，簡單地說是以性能定位：
- 超跑其實就是指跑車中的高端產品:
  - 必須是跑車而跑車又是轎車的變形，即一部高性能的私家車並有合法安全在街上行駛的資格，通常是指標準化的量產車，即不包括個別地制造或改裝的賽車和概念車。雖然這個定義在個別車中有爭議的，但這類車都是本來是小眾的超跑中的更小眾的車款，所以不過是對轎車的定義。
  - 典型的超級跑車性能指標，雖然是量產車但卻是量產車的頂級車型，有別於大眾化的小跑車或普通中檔跑車的高端產品，即是說不只是高性能而是非常地高性能。最簡單的標準是看最高巡航速度其次是加速度。當代超跑誕生的六十年代，但當時的標準因為涉及是否使用現時禁止汽車平時使用的高辛烷值含鉛汽油，所以較難有統一的測試結果[1]詳見討論頁，當時常測出 極速 300 km/h， 但在即使用現代無鉛汽油時仍然常可以開到 極速 250 km/h(仍然超過最新小型跑車的速度)。最新超跑常達到 極速 300-400km/h。
  - 極速不是跑車唯一的性能指標，有些跑車極速不足300 km/h，但在加速減速和轉彎靈活上驚人，一般認定超跑加速0-100 km/h 4秒內。近年更有些車可達0-100 km/h 2.3-3秒但極速不極快的車，反凌駕極速400 km/h級的所謂「極級跑車」，為了方便一般人也會這類車定性為超級跑車。因為實際車開得快不只是看蠻力更要看靈活性和操控性，所以更專業的性能指標是要看在賽道實測的圈速，如下文的紐柏林賽道的成績。

以一些非跑車定義爭論，如「外觀和構造、豪華舒適、廠牌、原產國、售價、車款名稱、產量、改裝潛力、比賽戰績、可靠耐用容易維護等」都是不相干的，因為超跑本意是指跑車的極品，跑車本就是以性能為賣點。所以間有些某些性能高的車是否超跑爭論，但不應稱性能不高但其他的地方優秀的車為超跑。
一些較特殊的問題參見Talk:超級跑車。

### 德國紐柏林賽道成績
德國紐柏林賽道8分鐘以內的單圈成績是其中一種被業界公認的條件，紐柏林賽道是一條位於德國萊茵蘭-普法爾茨州的賽車跑道，最早修築於1920年代。由於跑道長度非常長、地形複雜充滿挑戰性，被認為是世界上最嚴苛、為了競賽用途而建造的賽道之外，也經常被用作新款車進行耐久與性能實測的常用場地。已退休的蘇格蘭一級方程式賽車手傑奇·史都華（Jackie Stewart）称路線中的「北環」為「綠色地獄」（Green Hell）並廣為流傳。
在2017年中前紐柏林賽道單圈成績前五名的車款為：Radical SR8 LM－6:48:00、Radical SR8－6:55:00、Porsche 918 Spyder－6:57.00、Lamborghini Aventador SV－6:59.73、McLaren F1－7:11.11。
紐柏林賽道單圈成績 （页面存档备份，存于）
新世紀已有車成功開到七分鐘內完成實測圈速了，意外地三度獲得冠軍的的Radical SR3/SR8車系，是一家默默無名的小廠Radical出品所保持達十五年了。

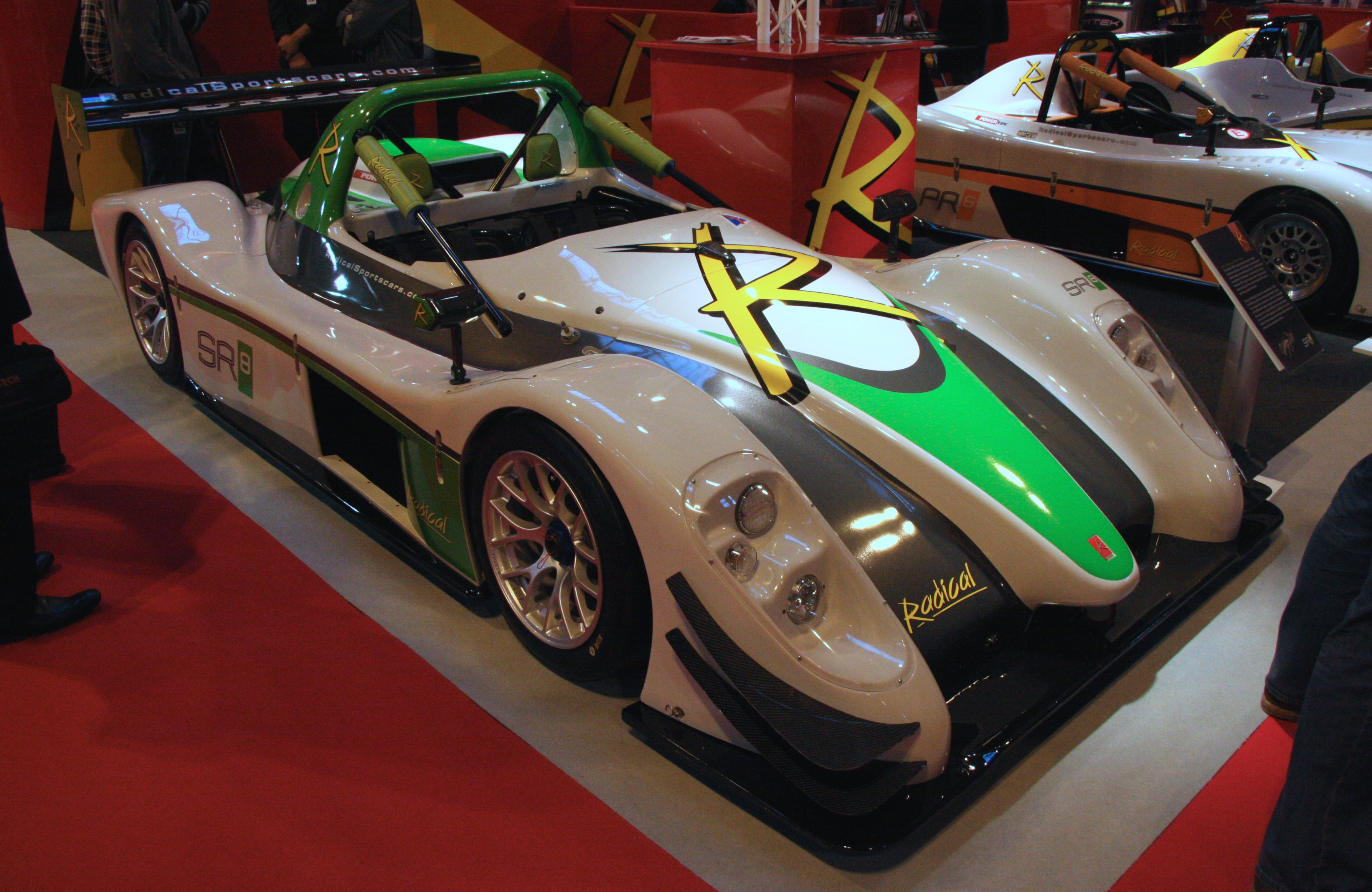
The Radical SR8

其實這些年來不時傳出記錄被破的消息，可是最後都被當局判為賽車或概念車，而Radical SR3/SR8車系本身在街車中也很另類的，所以都已經是街車先天的局限的技術瓶頸問題了。直到最近才被保時捷911 GT2 RS公認以半秒之差打破，而其原始設計老舊也引證了街車先天的死症。
而Radical出品其所仿效的蓮花汽車與蓮花援權仿制車Caterham，三者的功率皆少於350KW，極速皆慢於300 km/h，以外行人眼中超跑的功率和極速來說勉強了些。但以仿方程式賽車的外觀和構造，獲得超群的性能但完全犧牲舒適性，實測圈速驚人而且Caterham的原型蓮花7系，遠比保時捷911更古早，又比日產GT-R更低價。
而以非傳統超跑的團隊開發，擁有較普通外觀的高性能轎車已經到在八分鐘內完成實測圈速了。
其實類似的賽道實測圈速Talk:超級跑車。

## 不同風格
自從一般認定超跑是從林寶堅尼Miura開始，經過了五十多年的變化，超跑的品牌和款式也增加了，新進入本市場的廠家不一定追隨早期超跑開發車的路線，發展出不同風格的超跑，也是其中一個使人對超跑的定義混淆的原因。超跑的總數和佔有市場率實際仍然很低的，原因是不論單價如何，但以經常開快車的油粍才是車主最大的開銷。
進一步參見TALK:超級跑車。

## 代表車款
超級跑車雖然產量很少，但正因為都是少眾的產品，反而車系和車型的數量不遜於國民車，何況不少廠家更每改一次款就來一個全新的名稱。所以僅列較高知名度和產量不過少的款式，對於產量少於百輛的改裝車或特制車型從略了。而為免維基條目本身的過分繁複，對於很多僅在高端版本擁有超跑實力的車型，僅簡單連結到包含低端版本的整個車系上。

### 已停產
時代僅從六十年代開始，因為當時的最快跑車以用含鉛高辛烷值汽車的測試速度上，是在無鉛汽油車二十年後才打破的。以以極速約300 km/h都是最新超跑的基準，甚至在改用無鉛汽油時仍然超過250 km/h，仍然優於當今處於頂尖級的平價小型跑車和快於各種非跑車化的豪華車或大型車。
| - Aixam Mega Monte Carlo Mega Track - Alfa Romeo 33 Stradale 8C Competizione - Apollo Automobil Apollo - Ascari Cars KZ1 - Aston Martin Vantage (2005) One-77 Vulcan 女武神 - Audi R8 - B Engineering Edonis - Bugatti EB 110 威龙 Chiron Divo 一百一十 - BMW M1 - Bristol Cars Fighter - Cizeta V16T - Dauer Sportwagen 962 Le Mans - De Tomaso Mangusta Pantera Guarà - Dodge 蝰蛇 - Ferrari Berlinetta Boxer 特斯塔罗萨 Berlinetta Boxer 308 GTB 308 GTS 328 GTB 328 GTS 348 F355 360 F430 458 488 F8 288 GTO F40 F50 恩佐 LaFerrari Monza SP - Ford Motor Company GT - Hennessey Performance Engineering Venom GT - Honda NSX - Jaguar Cars XJR-15 XJ220 - Koenigsegg CC8S CCR CCX Agera One:1 Regera - Lamborghini Miura Countach 鬼怪 Murciélago 盖拉多 Aventador Huracán 雷文顿 第六元素 Veneno Centenario Sián FKP 37 Essenza SCV12 Countach LPI 800-4 - Lancia Stratos - Lexus LFA - Lotus Cars Esprit 爱丽丝GT1 - Maybach Exelero - McLaren Automotive 570S MP4-12C 650S 720S F1 P1 - Maserati 布拉 MC12 - Mercedes-Benz 300 SL CLK GTR SLS AMG - Mosler Automotive Mosler MT900 - Nissan R390 GT1 GTR - Noble Automotive M10 M12 M14 M15 M400 M600 - Porsche 930 959 911 GT1 Carrera GT 918 - Proto Motors Spirra - Pagani Automobili 风之子 风神 - Template:前途汽车 Qiantu - Ruf Automobile Ruf BTR Ruf CTR - Saleen S7 - Spyker Cars C12 La Turbie C12 Zagato - SSC North America Ultimate Aero - Toyota 2000GT - TVR TVR Cerbera Speed 12 - Ultima Sports Ltd Ultima GTR - Vector Motors Template:Link=en Vector M12 - VLF Automative VLF Force 1 - W Motors Lykan HyperSport - Zenvo Zenvo ST1 |

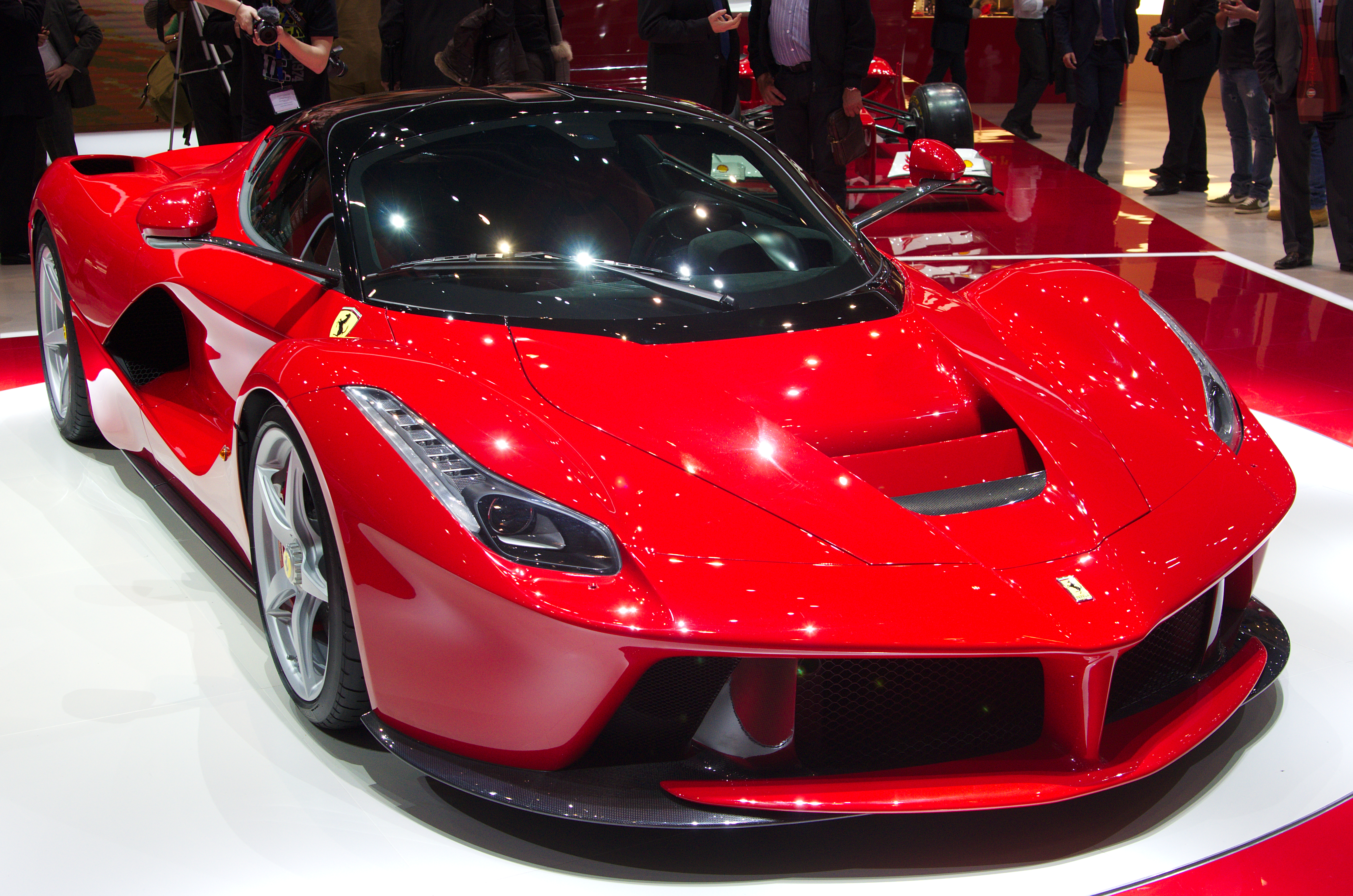
Ferrari LaFerrari
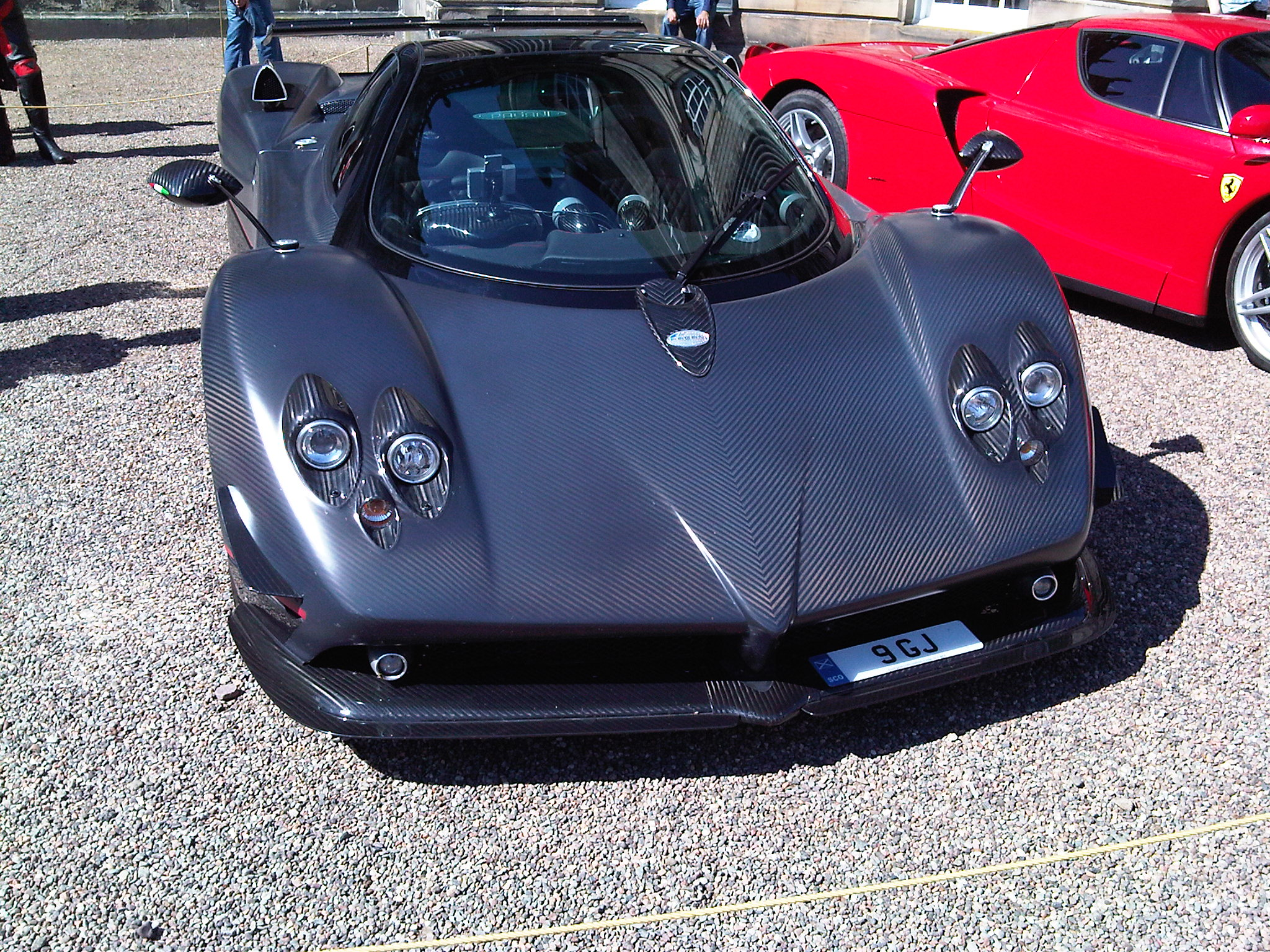
Pagani Zonda
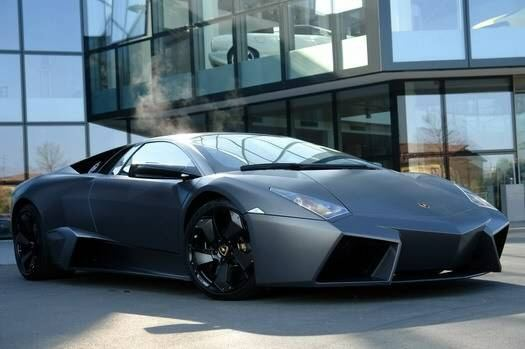
兰博基尼Reventón
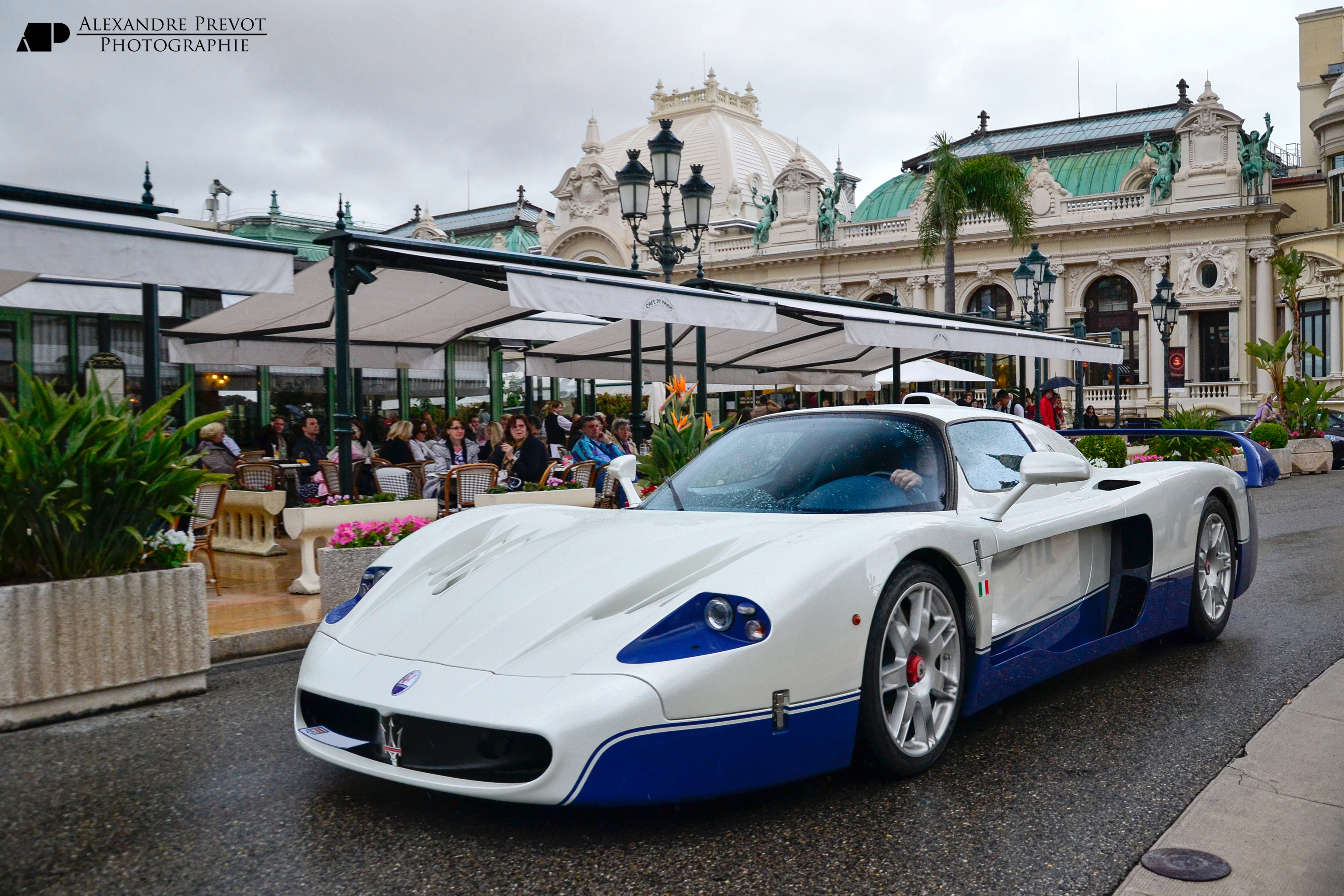
Maserati MC12

### 已取消量产
市场需求不足和高昂成本取消量产的车
- Audi

罗斯迈尔
- Aston Martin

Bulldog
- Cadillac

Cien
- Citroën

GT
- Devel

Sixteen
- Jaguar Cars

C-X75
- Lamborghini

P140

### 現行車款
因為很多車型是限量生產，所以經常更新的。
| - Aspark（產地： 日本） Owl - Alfa Romeo（產地： 義大利） 阿尔法·罗密欧33 Stradale (2023) - Apollo Automobil（產地： 德国） Intensa Emozione Project EVO - Aston Martin（產地： 英国） Vantage (2018) 瓦尔哈拉 Valour - 宾尼法利纳汽车（產地： 德国） 巴蒂斯塔 B95 - Bugatti（產地： 法國） 密史脱拉 玻璃龙 陀飞轮 - Chevrolet（產地： 美国） 科尔维特 - Czinger（產地： 美国） 21C - Delage（產地： 法國） D12 - De Tomaso（產地： 義大利） P72 De Tomaso P900 - Ferrari（產地： 義大利） SF90 Stradale 296 Daytona SP3 F80 - GAC Aion（产地： 中国） SSR - Gordon Murray Automotive（產地： 英国） T.50 T.33 - Hennessey Performance Engineering (產地： 美国） Venom F5 - Hongqi (marque)\|Hongqi（產地： 中国） S9 - Hispano-Suiza（產地： 西班牙） Carmen - Koenigsegg（產地： 瑞典） Jesko CC850 Chimera - Lamborghini（產地： 義大利） Revuelto Temerario - Lotus（產地： 英国） Evija - Maserati（產地： 義大利） MC20 - McLaren（產地： 英国） 塞纳 Elva Speedtail Artura Solus GT W1 - Mercedes-Benz（產地： 德国） AMG GT ONE - NIO（產地： 中国） EP9 - Noble Automotive（產地： 英国） M500 - Pagani（產地： 義大利） Utopia - Radical Sportscars（產地： 英国） SR8 - Praga (产地: 捷克) Bohema - Rezvani Motors（產地： 美国） Beast - Rimac Automobili  Nevera - Ruf Automobile（產地： 德国） Ruf CTR3 - SSC North America（產地： 美国） 喙头蜥 - Spania GTA（產地： 西班牙） GTA Spano - Spyker Cars（產地： 荷蘭） C8 - Tesla, Inc. 產地： 美国） Roadster (2020) - Ultima Sports Ltd（產地： 英国） Ultima Evolution Ultima RS - Vencer（產地： 荷蘭） Vencer Sarthe - W Motors（產地： 阿联酋） W Motors Fenyr SuperSport - Yangwang（產地： 中国） U9 - Zenvo（產地： 丹麦） TS1 GT Aurora |

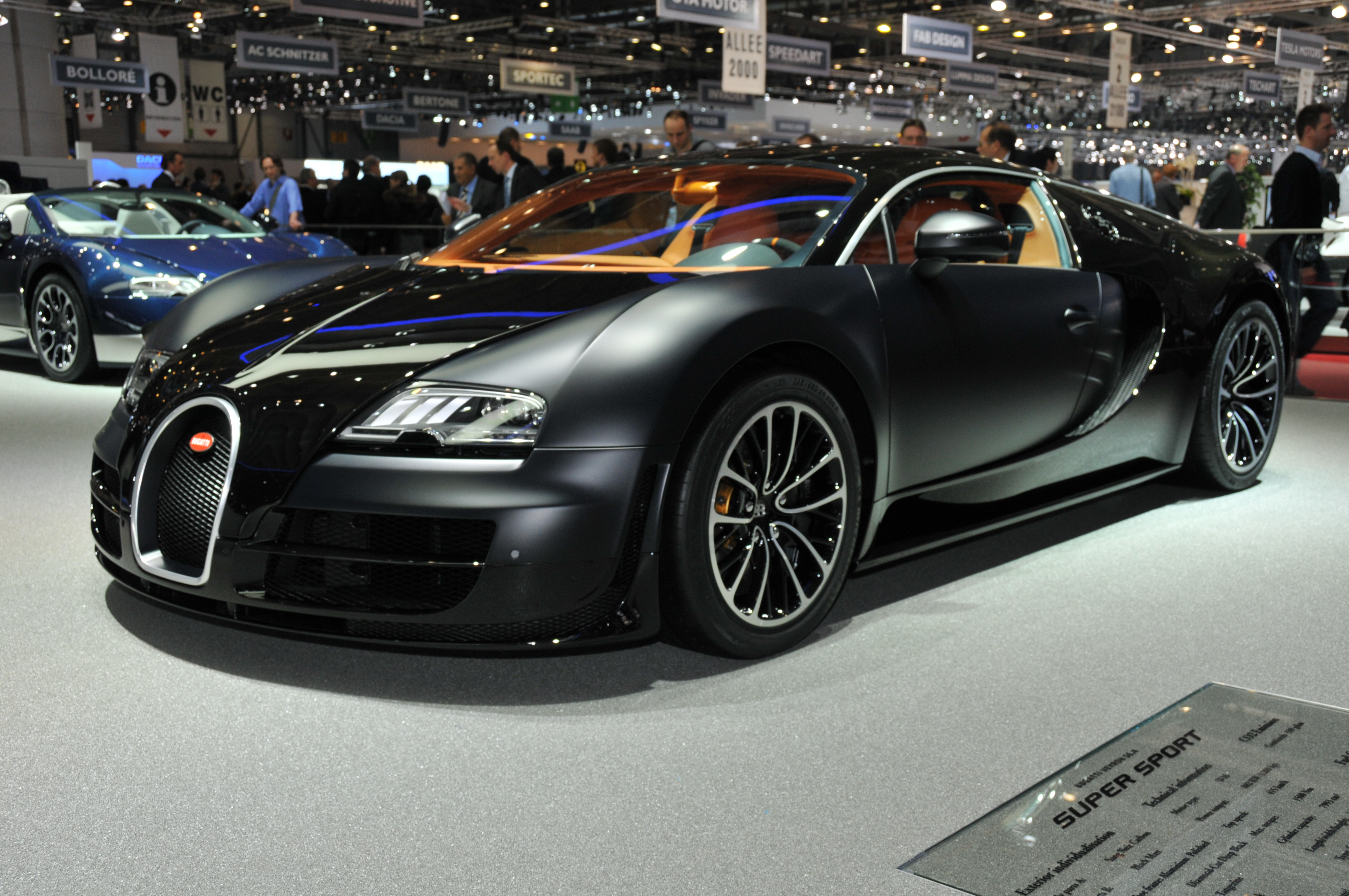
Bugatti Chiron
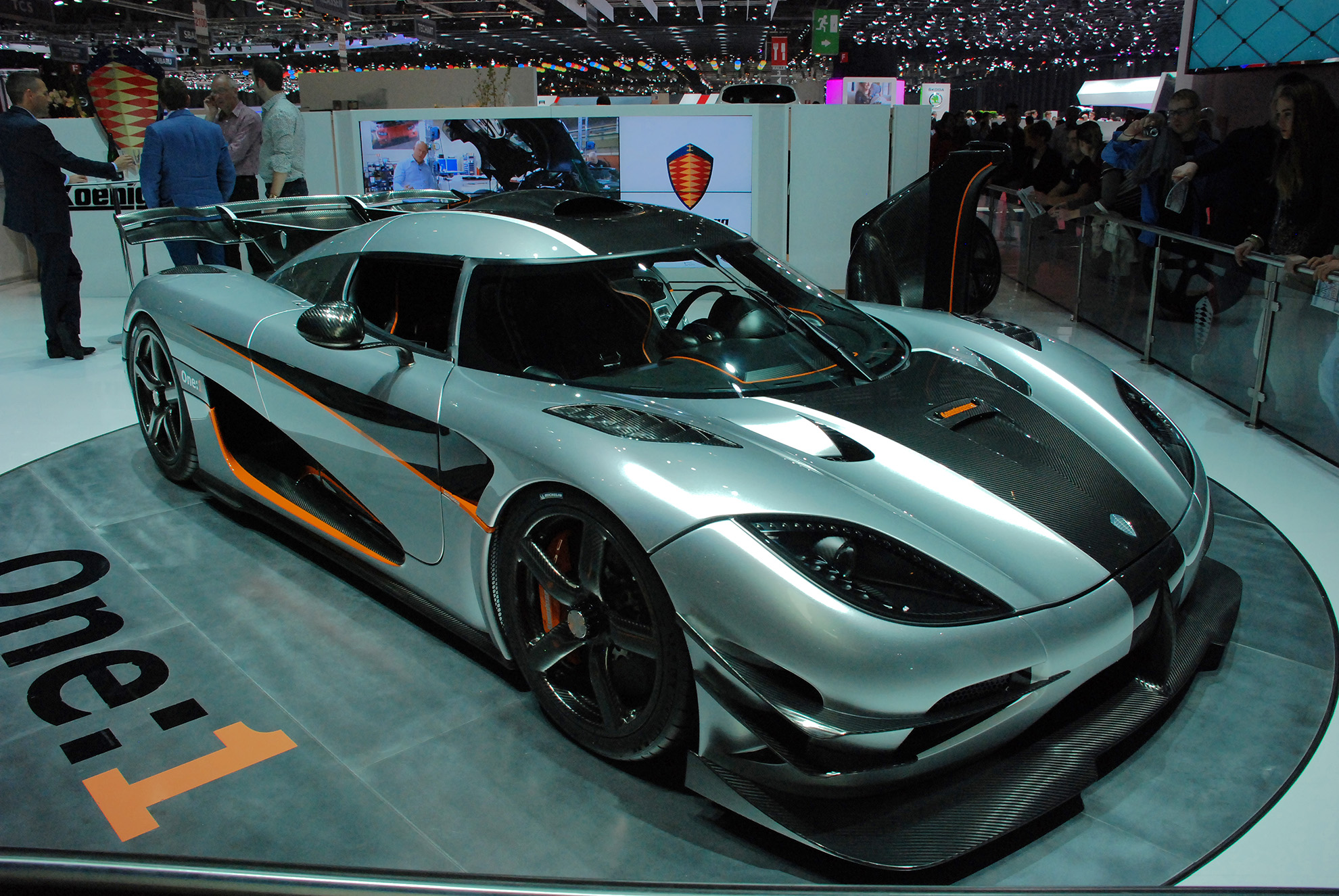
Koenigsegg One-1
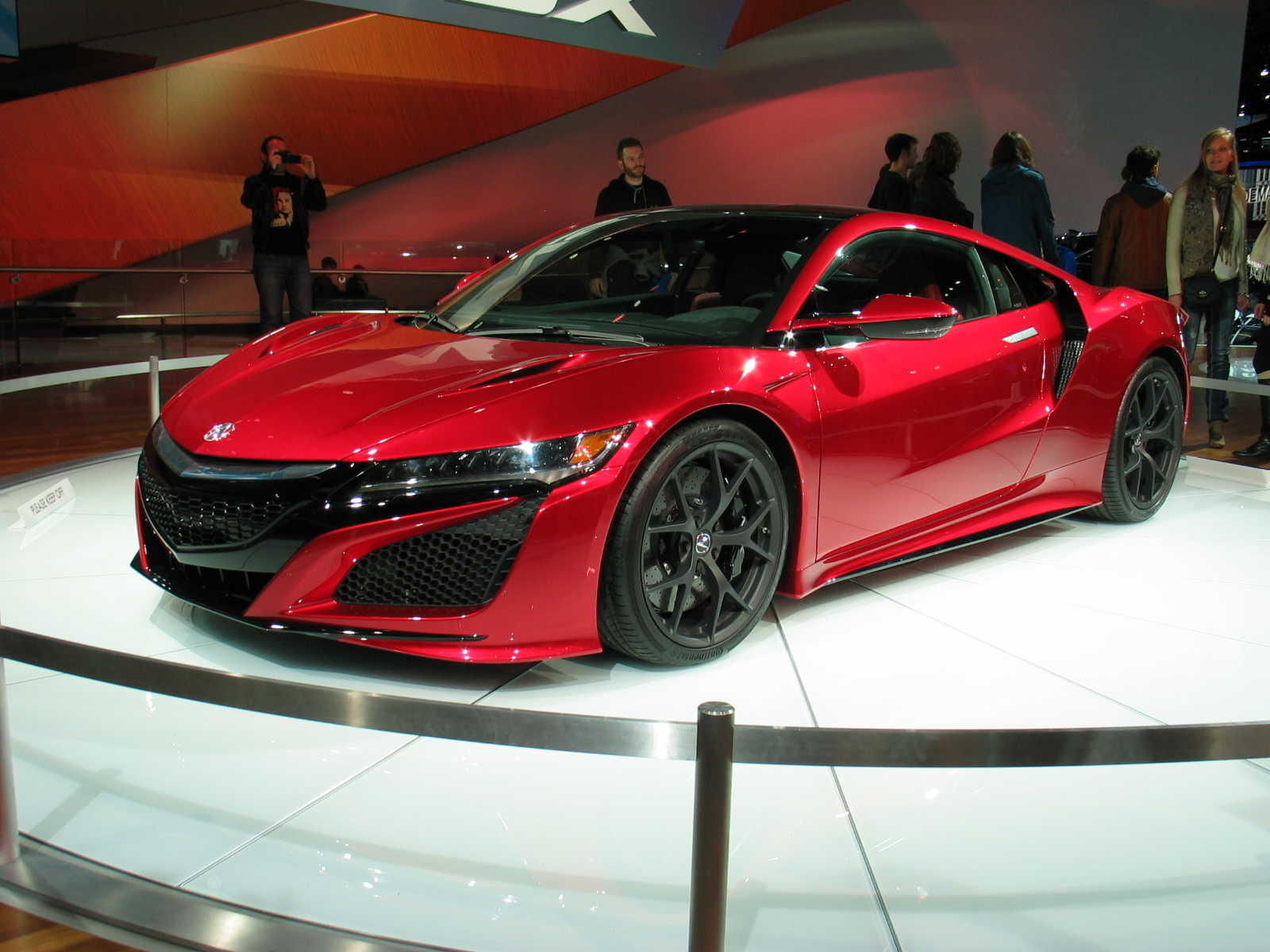
Acura NSX
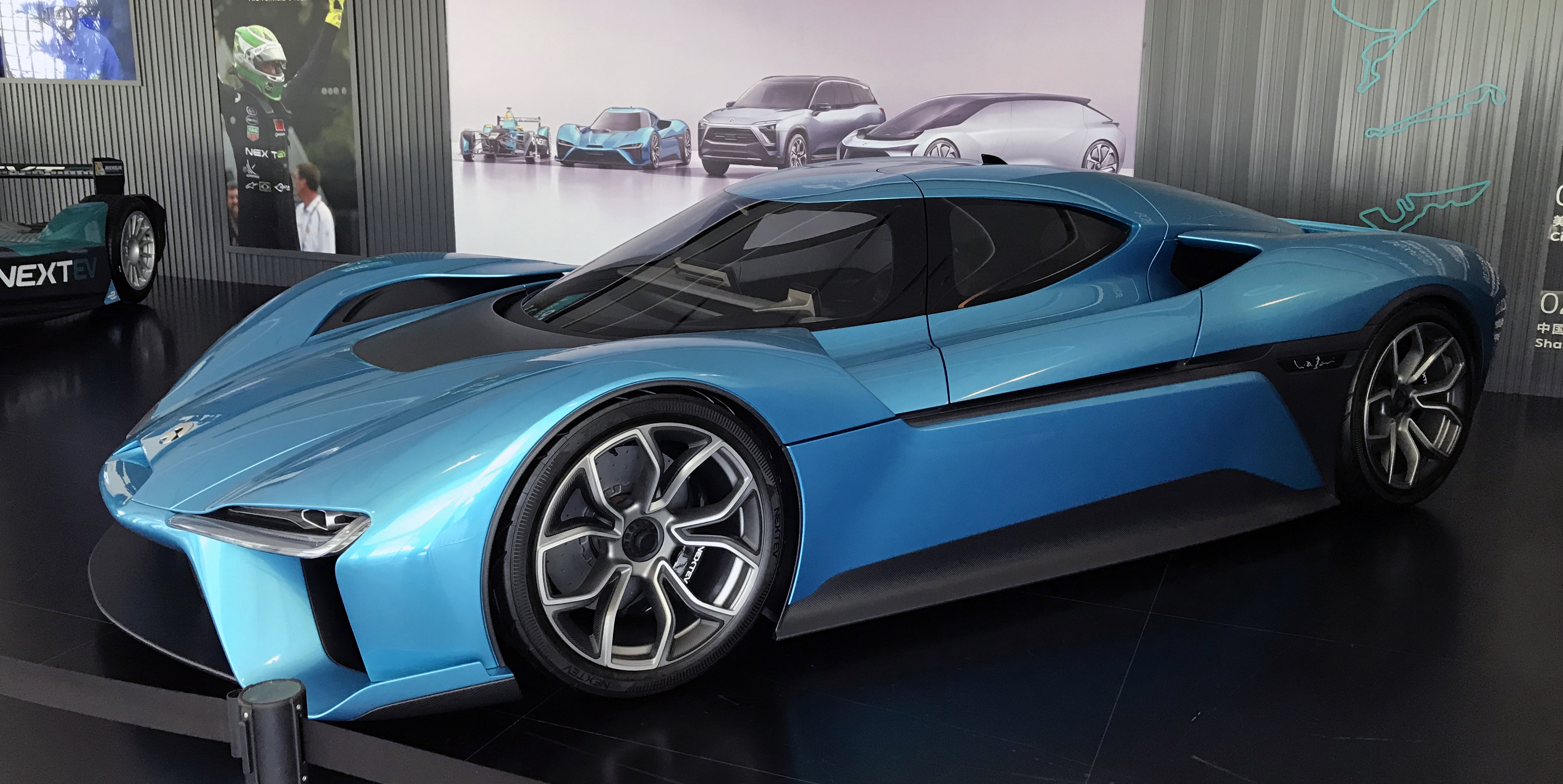
NIO EP9
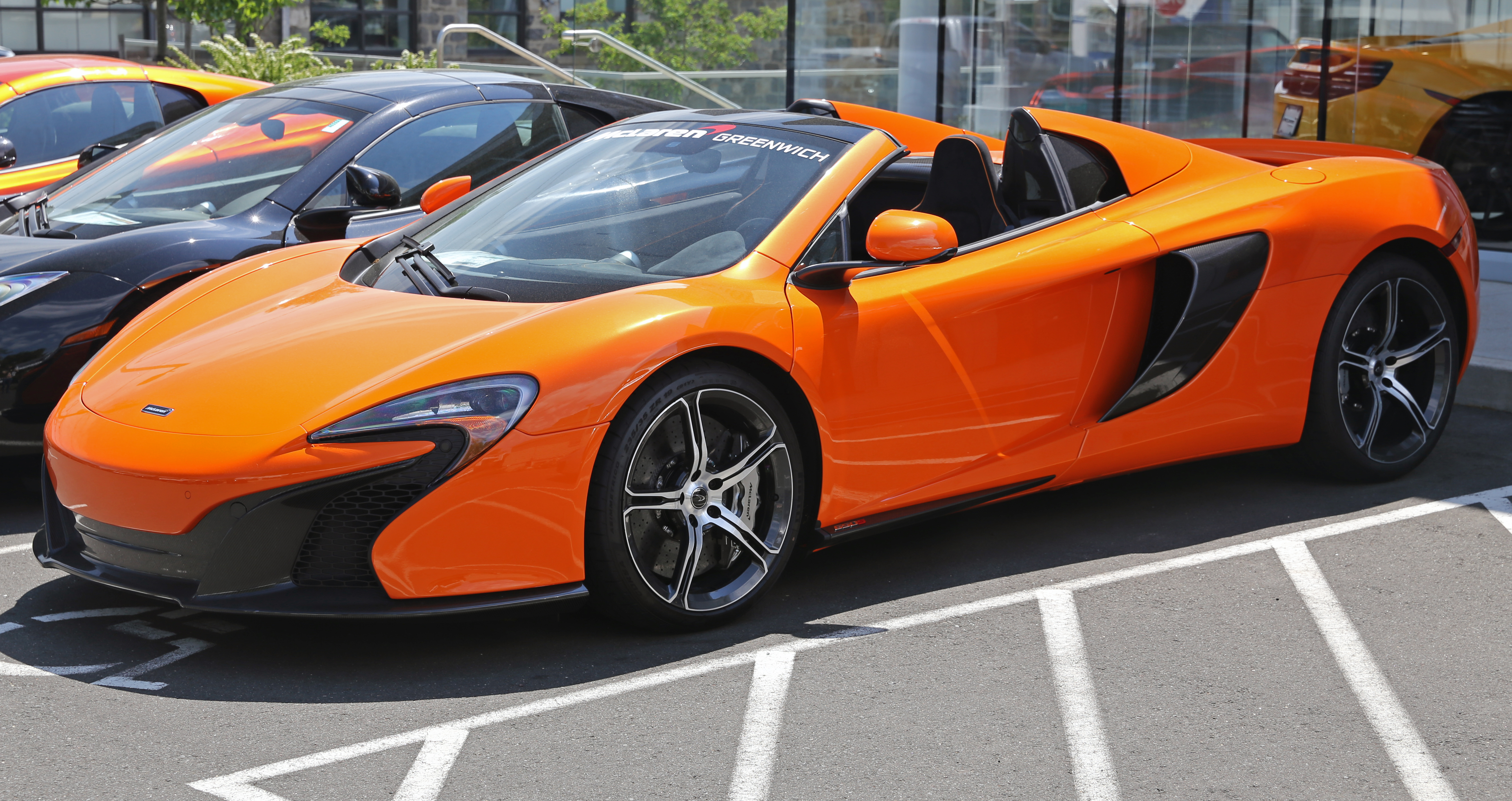
McLaren 650S Spider